# アイメ
アイメ (ドイツ語: Eime) は、ドイツ連邦共和国ニーダーザクセン州ヒルデスハイム郡に属すフレッケン（比較的大きな町村、以下本項では便宜上「町」と記述する）である。この町はグローナウ (ライネ)市に本部を置くザムトゲマインデ・ライネベルクラントに属している。

## 地理

### 位置
アイメは、ヴェーザーベルクラント・シャウムブルク＝ハーメルン自然公園の東、ライネベルクラントに位置している。この町はエールツェの南西、グローナウ (ライネ) の西にある。展望塔ツェレ塔があるキュルフ連山が南東に延び、展望塔レーン塔のあるテュスター山が南西にある。

### 自治体の構成
自治体アイメは、以下の5つのオルツタイル（地区）から構成されている。
| 地区       | 地区           | 人口（人） |
| ---------- | -------------- | ---------- |
| Eime       | アイメ         | 2068       |
| Deilmissen | ダイルミッセン | 152        |
| Deinsen    | ダインゼン     | 354        |
| Dunsen     | ドゥンゼン     | 96         |
| Heinsen    | ハイゼン       | 17         |

人口は、2024年12月31日現在の数値である。

## 歴史
アイメ町内の最も古い定住の痕跡は、ヴィルヘルム・バルナーによると新石器時代の農場跡で、12世紀から13世紀に放棄された廃村アッスムにある。アイメ地区では、1966年の建設工事によって紀元後200年頃のローマ時代の青銅製の桶が発見された。
アイメに関する最も古い文献上の記述は1209年に作成され、ヒルデスハイム司教領の文書録に遺されている。「司教ハルトベルトは、アイメの十分の一税と、3戸分の耕作地および1つの農場をアンドレアス修道会に寄進した。これらは、ボード・フォン・ホムブルクが修道院から240マルクの支払いを受け、（霊的神聖性を帯びるために）一旦司教に進呈した後、司教から修道院に寄進という形で譲渡されたものである。1209年7月24日　ヒルデスハイム」
1550年からアイメはフレッケンの権利を有した。この町は町長と議会を有し、下級裁判権を持ち、聖ミヒャエルの日（9月29日）の後の月曜日に市場を開催する権利を得ていた。
アイメでは1565年に初めて学校が開設された。ここには1974年から基礎課程学校が入居していた。基礎課程学校の閉鎖後、この建物はフリースクールとして2019年に開校が計画されていたが、資金調達に失敗して実現しなかった。上級学校は、近隣のグローナウなどにある。
ゲオルク・ヴィルヘルム公は1661年にアイメのビール製造業者のギルドに近隣地域での（優先的な）ビール醸造権を与えた。1900年6月からアイメ南東に掘削された「フリッシュ・グリュック」鉱山では、1921年までカリ塩が採掘されていた。この鉱山は、生産能力低下のため、1920年代に取り壊された。

### 地名
この町の古い表記には、1146年 Einem、1181年 Eynem、1183年 Einem、1223年 villicum de Eiem、1229年 Eym、1234年 Bertoldus de Eiem、1316年 Hildebrando de Eyme がある。様々な段階での地名の変化が見て取れる。表記は、最初は Einem だったようだ。Einem という地名の背景は、おそらく Egin-hem, Ejin-hem が語源としてあったと推測される。これは「Ago の集落、家」という意味である。この人名は、ゴート語の agis、古高ドイツ語の agi, egi と同根で、「恐怖」を意味する。地名の語尾に -em が付いていることから、600年頃に古ザクセン人の集落がここにあった頃に成立した地名であると考えられる。

### 町村合併
1974年3月1日に行われたニーダーザクセン州の地域再編に伴い、1960年代からザムトゲマインデ・アイメに属していた村ダイルミッセン、ダインゼン、ドゥンゼンがアイメに合併した。同時にアイメは、ザムトゲマインデ・グローナウ (ライネ) の一部となった。2016年にこのザムトゲマインデは解消され、アイメはザムトゲマインデ・ライネベルクラントに編入された。

## 住民

### 人口推移
| 年   | 人口（人） | 出典   |
| ---- | ---------- | ------ |
| 1885 | 0702       | [ 8 ]  |
| 1910 | 1213       | -      |
| 1925 | 1162       | [ 8 ]  |
| 1933 | 1199       | [ 8 ]  |
| 1939 | 1168       | [ 8 ]  |
| 1950 | 2233       | [ 9 ]  |
| 1956 | 1916       | [ 9 ]  |
| 1961 | 1790       | [ 10 ] |
| 1970 | 2179       | [ 10 ] |
| 1973 | 2197       | [ 11 ] |

| 年   | 人口（人） | 出典   |
| ---- | ---------- | ------ |
| 1975 | 2988 ¹     | [ 12 ] |
| 1980 | 2908 ¹     | [ 12 ] |
| 1985 | 2860 ¹     | [ 12 ] |
| 1990 | 2807 ¹     | [ 12 ] |
| 1995 | 2924 ¹     | [ 12 ] |
| 2000 | 2958 ¹     | [ 12 ] |
| 2005 | 2888 ¹     | [ 12 ] |
| 2010 | 2720 ¹     | [ 12 ] |
| 2015 | 2625 ¹     | [ 12 ] |
| 2020 | 2555 ¹     | [ 12 ] |

¹ 各年の12月31日時点での数値である。

### 宗教
Zensus 2022によれば、2022年5月15日現在、アイメ住民の 60.6 % が福音主義、7.9 % がカトリックである。
福音主義ルター派アイメ教会共同体には、アイメの聖ヤコブス教会の他にダイルミッセンとドゥンゼンの礼拝堂が属している。さらにルター派ダインゼン教会共同体もある。両共同体はハノーファー福音ルター派州教会のヒルデスハイム－ゲッチンゲン教会管区ヒルデスハイマー・ラント＝アールフェルト教会地区に属している。
アイメのカトリック信者は、一部は聖マリエン教区（アルフェルト）、一部は聖ヨーゼフ教区（グローナウ）に属している。両教区はヒルデスハイム司教区に属している。両教区ともいくつかの支教会を有しており、アイメの近くにもある。

## 行政

### 議会
フレッケン・アイメの議会は13議席からなる。これはザムトゲマインデを構成する人口2001人から3000人の自治体に対する議員定数である。議員は5年ごとの直接選挙で選出される。

### 首長
一般の自治体やザムトゲマインデ自体の場合とは異なり、ザムトゲマインデを構成する自治体の首長は、直接選挙ではなく議員内の互選で選出される。首長選挙は議員の任期の最初の議会で行われる。
2021年からイェルク・シュティヒノート (SPD) が名誉職の町長を務めている。

### 紋章
この町の紋章は、1939年4月11日にハノーファー州長官によって認可された。同年7月12日にアルフェルトの郡長がこれを発表した。
図柄: 赤字。銀色の地面の上に銀色の石製の椅子が置かれている。椅子の側面には肘掛けがあり、背もたれは高く丸みを帯びている。背もたれの中には金色の冠が描かれている。椅子の背後には銀色の樫の木が生えており、銀色の葉と金色のドングリをつけている。
由来: 中世の記録によれば、アイメの耕地が開拓される以前、クレーエンホルツと呼ばれる樫の森にあるグディンゲンの草地に「王の椅子」が置かれていた。ここでは古くから、王やゼントグラーフ（王から委任された司法官）が法廷を開き、裁判を行った。この古くからの裁きの場がいかに重要であったかは、1600年頃までの多くの文書によって証明される通り、カレンベルク侯領の地方等族（領邦内の身分代表者）がたびたび集会を行っていたことからも明らかである。アイメの紋章は、こうした事実に基づいて自治体によってデザインされ、採用された。

## 文化と見どころ

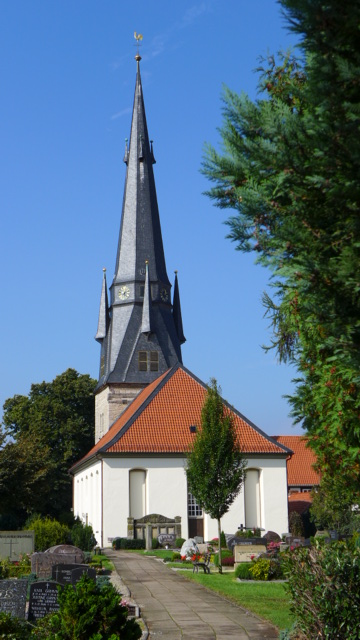
聖ヤコブス教会

### 建築
- 福音主義ルター派の聖ヤコブス教会の四角形の教会堂は、1732年から1738年に割石積み造りで建設された[19]。この建物は、それよりかなり古い先代の建物の建て替えであった。1889年にコンラート・ヴィルヘルム・ハーゼ（ドイツ語版、英語版）が設計した高さ 54 m のスリムな教会塔（ドイツ語版、英語版）は、下層部が保存されていたオリジナルのロマネスク建築の基礎の上に建てられた[19]。

## 経済と社会資本

### 企業
この町の最も主要な雇用主は、ASWO（家電/電子機器の修理・保守用部品の卸売企業）である。

### 交通
アイメは、町域の端で連邦道3号線から分岐する連邦道240号線に直接面している。ニーダーザクセン州は町の西側を迂回するバイパス道路の建設計画を検討している。ハノーファーからゲッティンゲンへ向かう鉄道ハノーファー南部線は、町域のわずかに東側を通っている。最寄りの駅はバンテルンにあり、アイメの中心部からは約 3 km 離れている。